# Buurttuin Oosterpoort
De Buurttuin Oosterpoort of Mauritstuin is een openbare ecologische stadstuin van bijna 2 decare groot, gelegen achter Mauritsstraat 5 in de Oosterpoortwijk, in de stad Groningen.

## Geschiedenis
Op het terrein stond in de jaren 60 een school, de Mauritsschool. Dit was een christelijke lagere school met daarbij een separate kleuterschool. De toegang was via de poort die uitkomt op het noordwestelijke deel van de Mauritsstraat. Nadat de school werd opgeheven was het gebouw jarenlang in gebruik als Gemeentelijk Huisvestingsbureau. Enkele restanten van het gebouw zijn nog goed te zien en maken deel uit van de tuin.
De tuin ontstond in 1995 uit een initiatief van de tegenover de tuin wonende Peter Bulk en landschapsarchitect Ger Roosjen, in samenwerking met de gemeente Groningen. In februari 1998 werd de tuin officieel geopend door toenmalig wethouder René Paas.

## Flora en fauna
De tuin kenmerkt zich door een opvallend gevarieerde plantengroei, met vooral inheemse planten. Ook komen er talrijke diersoorten voor, waaronder verscheidene soorten vlinders. De ruïnes worden bedekt met onder andere klimop, stokrozen en vlinderstruiken. Achter in de tuin bevindt zich een hoge ruïne, begroeid door wingerd. Ook is er onder andere een bloemenweide, een speelveld met border en een wigwam van wilgentenen. Tevens bevinden zich er enkele kastanjebomen. Het middelpunt van de tuin is schaduwrijk. Dit is de oude patiotuin van het voormalige schoolgebouw, die bestaat uit een wat lager gelegen en tamelijk vochtige veenborder.